# Kieran Brookes
Pour les articles homonymes, voir Brookes.

a Compétitions nationales et continentales officielles uniquement.

b Matchs officiels uniquement.
Dernière mise à jour le 17 septembre 2021.
Kieran Brookes, né le 29 août 1990 à Stoke-on-Trent en Angleterre, est un international anglais de rugby à XV évoluant au poste de pilier. Il joue avec le RC Toulon en Top 14 à partir de la saison 2021-2022, et en équipe d'Angleterre depuis 2014.

## Carrière
Kieran Brookes termine ses études à la Kirkham Grammar School de Preston.
Il commence le rugby à XV à Stoke-on-Trent à l'âge de six ans. Il joue avec l'équipe de Fylde pendant dix ans à partir de l'âge de neuf ans ; dans sa jeunesse, il a vécu à Perth, en Australie et à Grahamstown, Afrique du Sud. Cette ouverture d'esprit fait qu'il n'hésite pas à représenter l'Irlande en moins de 18 ans et 19 et l'Angleterre en moins de 20 ans.
Kieran Brookes fait ses débuts au plus haut niveau en club en championnat d'Angleterre de rugby à XV en octobre 2009 avec les Newcastle Falcons contre les Saracens.
Il dispute deux saisons avec les Newcastle Falcons de 2009 à 2011, puis deux autres avec les Leicester Tigers avant de retourner à Newcastle pour les saisons 2013-2015. Kieran Brookes a fait 58 apparitions en championnat d'Angleterre lors de ses six saisons pour ses deux clubs.
En janvier 2015, les Northampton Saints champions d'Angleterre en titre annoncent sa signature à compter de la saison 2015-2016.
Kieran Brookes reçoit sa première cape à l'âge de 23 ans le 14 juin 2014,. Il est retenu au poste de pilier comme remplaçant, il entre en jeu pour affronter la Nouvelle-Zélande dans un test-match disputé à Dunedin. S'il ne parvient pas à s'imposer comme titulaire lors de ses dix premières sélections, il est régulièrement sélectionné pour disputer les test-matchs de juin 2014 puis ceux de novembre et enfin le Tournoi des Six Nations 2015.
Une première liste de 50 joueurs est publiée par Stuart Lancaster le 20 mai 2015 pour la préparation de la Coupe du monde de rugby à XV 2015, il en fait partie.
En mai 2016, il est de nouveau convoqué pour disputer deux test-matchs avec les England Saxons les 10 et 17 juin 2016 contre l'équipe d'Afrique du Sud A de rugby à XV.

## Statistiques en équipe nationale
De 2014 à 2015, Kieran Brookes dispute 15 matchs avec l'équipe d'Angleterre sans marquer de point, dont une rencontre en tant que titulaire.
- 15 sélections
- 0 point marqué
- Sélections par années : 6 en 2014, 9 en 2015
- Tournoi des Six Nations disputé : 2015

Kieran Brookes dispute une édition de la Coupe du monde, en 2015, où il obtient trois sélections, contre les Fidji, le pays de Galles, et l'Australie.